# Dennis Rozrabiaka w rejsie
Dennis Rozrabiaka w rejsie (ang. Dennis the Menace in Cruise Control, 2002) – amerykański film animowany.

## Opis fabuły
Sąsiad Dennisa, George Wilson udaje się na rejs, aby uciec od niego. Jednak Dennis podąża za nim. Na pokładzie statku Dennis poznaje siedmioletnią księżniczkę.

## Obsada
- Pete Cronkite – Dennis Mitchell
- Tom Arnold – George Wilson
- Maurice LaMarche – Henry Mitchell
- Marilyn Lightstone –
  - Alice Mitchell,
  - Martha Wilson
- Jeannie Elias –
  - Joey,
  - Margaret
- Lee Tockar – Ruff